# Veiligheidsmaatregelen op skipisten

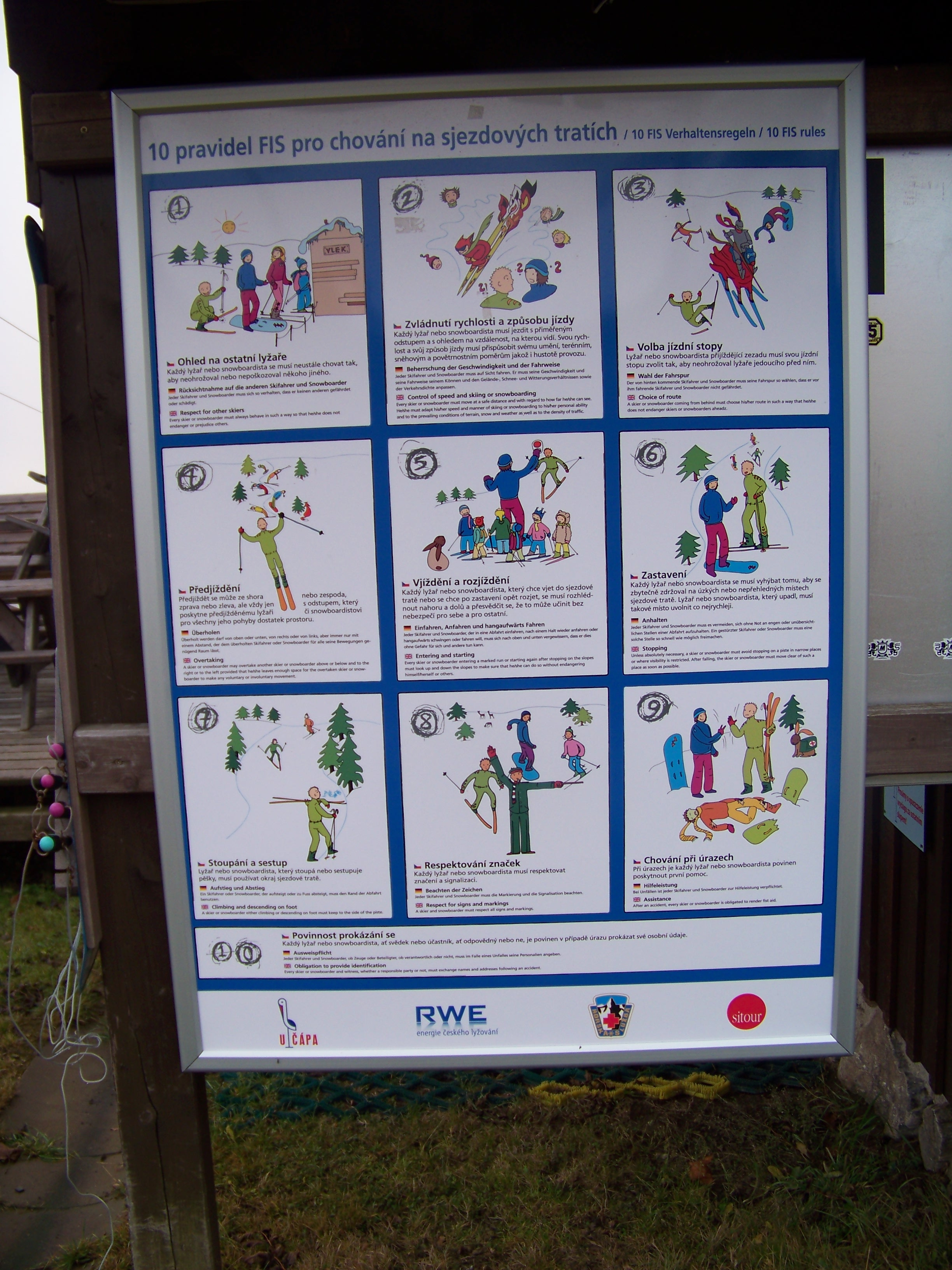
Infographic

Er zijn verschillende veiligheidsvoorzieningen op een skipiste aanwezig.

## Maatregelen

### Wegwijzers
Wegwijzers bestaan er in twee soorten: 
- de klassieke borden met een bestemming en de te volgen piste
- borden met een kleur en erop de pistenaam en een volgnummer, gewoonlijk op een stok gemonteerd van dezelfde kleur als de kleur van het bord en de moeilijkheidsgraad van de piste

### Veiligheidsstokken
Veiligheidsstokken zijn gewoonlijk rood/oranje of in zwart en geel geschilderd. Speciale kenmerken:
- indien zij in een 'X'-vormig kruis of als een tent zijn opgesteld in het midden van een skipiste, dan ligt er onmiddellijk achter gevaar voor de skiër, dat kan zijn dat er een stuk steen bloot ligt, ofwel is de sleuf/barst (crevasse) in de sneeuw gekomen. Dit kruis wordt ook wel gevormd bij een ski ongeval, waarbij de ski's met de achterkanten in de sneeuw worden gestoken en zo een kruis vormen.
- indien op een rij '////\\\\' zijn opgesteld, ook in het midden van de piste, dan is het gevaargebied groter, bijvoorbeeld een stuk waar de pistemachines de sneeuw van de ondergrond hebben geschraapt, ofwel ligt er een smeltzone of is er een gat waar skiërs kunnen invallen.

Meestal staan de stokken echter opgesteld langsheen de skipiste, soms met een lint of een touw ertussen, dat is de 'grens' tussen het binnen-piste- en het off-piste-gebied (dat is soms belangrijk indien skiërs door de reddingswerkers opgehaald moeten worden, in het off-piste-gebied is het verlenen van hulp merkelijk duurder). 
Soms staan de stokken en het touw ook in het midden van de piste; dat hoeft op dat moment niets te betekenen, maar men kan best aannemen dat deze opstelling een gebied aanduidt waarin competitieskiërs trainen: een afscheiding tussen een gewone piste, voor alle skiërs geschikt, en een hogesnelheidsgebied waarin racers op snelheid voorrang hebben. Meestal staat er hogerop een vlag met een aanduiding in de zin van 'gesloten, training of wedstrijd'.

### Gesloten piste
Een gesloten piste wordt aangegeven door (rode/oranje) stokken met een touw of lint en een banner dat 'gesloten' zegt, spreekt echt voor zichzelf. 
Wie dit soort piste toch neemt kan er terechtkomen op een stuk piste waar men zich voorbereidt op een wedstrijd (piste-onderhoudsmachines in gebruik, constructieteams, snowscooters die over en weer schieten), een doodlopende piste waarop geen sneeuw meer ligt, of een piste die doodloopt op de afrastering van een wedstrijd.
Rode stokken met een net en een vlag met de aanduiding 'gesloten, training of wedstrijd' betekenen dat deze piste wordt bevolkt door wedstrijdskiërs met een geheel eigen regelset om het verkeer op hun piste te regelen. Deze piste is op dat moment dan ook niet toegankelijk voor recreatie.

### Netten en vangnetten
Dit soort materiaal staat gewoonlijk daar waar de skiër gevaar loopt in een bos of ravijn te vallen of waar er gevaar van bovenaf dreigt.

### Matrassen en stootkussens
Dit soort beveiliging wordt aan palen van de skiliften, om de sneeuwkanonnen en ander vaste hindernissen gewikkeld. Vooral om de skiërs te beschermen wanneer zij onzacht in aanraking met die constructie zouden dreigen te komen (bij een val).

### Verkeersborden
Tekstborden, gewoonlijk 'stop' of 'vertraag', bij kruisingen van pistes of waar het gebied samenkomt met babypistes en waar veel beginners zich ophouden. 
Tekenborden, zoals gewone verkeersborden, geven aan of iets verboden is (rode cirkel) of gevaarlijk is (rode driehoek): de tekening spreekt gewoonlijk voor zichzelf.

## Controle
Al dit veiligheidsmateriaal wordt dagelijks gecontroleerd, aangepast en bijgewerkt door het veiligheidspersoneel. Zij doen dit niet om de skiërs op stang te jagen, zij beogen hun veiligheid. In meer en meer skistations is het niet naleven van de veiligheidssignalisatie een reden tot politie-ingrijpen, verbaliseren en het verlies van skipas, zoals ook het niet naleven van de veiligheidsregels op de skipiste.

## Straf
Wie zich willens wetens buiten de piste begeeft, gaat buiten de 'bewaakte zone', en dat wordt afgestraft bij een ongeval met extra kosten voor het verlenen van hulp door de veiligheidsmedewerkers. Vooral omdat skiërs niet alleen zichzelf in gevaar brengen, maar ook de hulpverleners aan extra gevaren blootstellen. Ook zijn skiërs die zich buiten de gemarkeerde zone begeven vaak niet meer verzekerd, waardoor zij zelf voor de kosten op moeten draaien. Daar komt bij dat off-piste skiërs in de wouden op de hellingen de natuur verstoren.
Een skiër die op heterdaad betrapt wordt kan om deze redenen een boete krijgen.
witte of babypiste · 
groene piste · 
blauwe piste · 
rode piste · 
zwarte piste

Zie ook: piste-onderhoudsmachine · 
pistenbully · 
sneeuwkanon · 
veiligheidsmaatregelen · 
verkeersregels